# Condado de Grundy (Missouri)
O Condado de Grundy é um dos 114 condados do estado americano de Missouri. A sede do condado é Trenton, e sua maior cidade é Trenton. O condado possui uma área de 1 134 km² (dos quais 6 km² estão cobertos por água), uma população de 10 432 habitantes, e uma densidade populacional de 9 hab/km² (segundo o censo nacional de 2000). O condado foi fundado em 1841.